# جیب‌بری

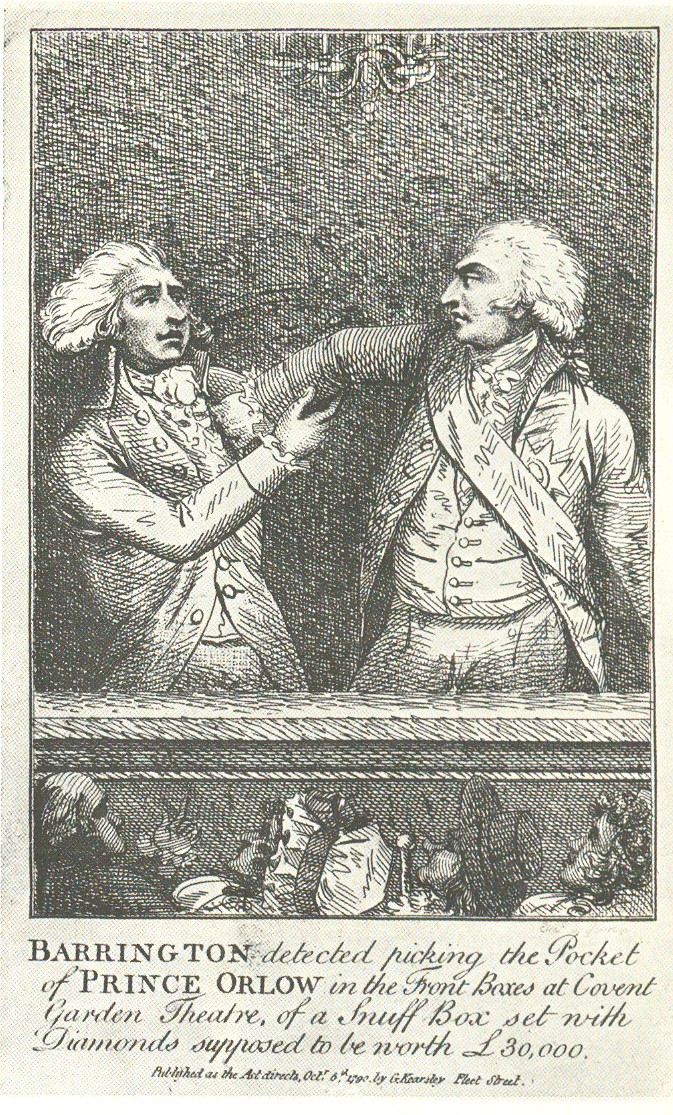
در این حکاکی قرن هجدهمی یک جیب‌بر را در حال انجام کار می‌بینیم.

جیب‌بری شکلی از سرقت است که طی آن پول یا اشیا گران‌قیمت از شخص قربانی دزدیده می‌شود به طوری که زیان‌دیده در لحظه جیب‌بری متوجه دزدی نشود. جیب‌بری نیازمند زبردستی فراوان و شم گمراه کردن افراد است. دزدی که به این ترتیب عمل می‌کند را جیب‌بر می‌نامند.
جیب‌برها و سایر دزدان، به ویژه آن‌ها که به‌طور گروهی کار می‌کنند، گاهی از روش‌هایی مانند سؤال پرسیدن یا تنه زدن برای پرت کردن حواس قربانی استفاده می‌کنند. برای این که جیب‌بر بتواند حواس قربانی را پرت کند باید دست‌های چالاک، سرعت عمل، توانایی رد گم کردن و برخی مهارت‌های دیگر را داشته باشد.
از جیب‌برهای مشهور در دنیای داستان می‌توان به داجر چیره‌دست و فاگین، شخصیت‌های رمان الیور توئیستِ چارلز دیکنز، اشاره کرد. در دنیای واقعی، شیکاگو مِی (روسپی آمریکایی-ایرلندی) جیب‌بر مشهوری است که در دو کتاب شیکاگو می، ملکه باج‌گیرها و  جهنم بدون خشم خداوند:زنان مشهور در جنایت به زندگی او پرداخته شده.
مهارت‌های جیب‌بری در شعبده‌بازی هم کاربرد دارد. وقتی شعبده‌باز شیئی را که متعلق به یکی از تماشاگران است بی آن‌که او متوجه شود برمی‌دارد یا دوباره سر جایش می‌گذارد، از تکنیک‌های جیب‌بری استفاده می‌کند. جیمز فریدمن که او را با نام «مرد سرقت» هم می‌شناسند در فیلم الیور توئیست (رومن پولانسکی، ۲۰۰۵) طراحی صحنه‌های جیب‌بری را برعهده داشت. مجله تایم اوت نوشت جیمز فریدمن «احتمالاً بهترین جیب‌بر جهان» است. دیوید آوادون که شعبده‌بازی حرفه‌ای بود به مدت سی سال جیب‌بری را به عنوان تردستی ویژه خود اجرا می‌کرد.
جیب‌بری می‌تواند کسب‌وکار خطرناکی باشد، ممکن است افرادی که از حضور جیب‌برها در یک منطقه آگاهند با گذاشتن کیف پول خالی در جیبشان یا ترفندهای دیگر، جیب‌بر را به دام بیندازند. جیب‌بر معمولاً به هیچ وجه نمی‌تواند محتویات کیف را حدش بزند و تنها از روی ظاهرِ افراد، قربانی‌اش را انتخاب می‌کند.
گفته می‌شود مدرسه‌ای برای آموزش جیب‌بری به نام سِوِن بلز وجود دارد. مشهور است که این مدرسه در نزدیکی بوگوتا در کلمبیا در کوه‌های آند واقع است.